# Клер, Йозеф
Йозеф Клер (нем. Josef Klehr; 17 октября 1904, Лангенау, Верхняя Силезия, Германская империя, — 23 августа 1988, Лайферде, ФРГ) — обершарфюрер СС, санитар концлагеря Освенцим.

## Биография
Йозеф Клер родился 17 октября 1904 года в семье воспитателя. После окончания народной школы изучал столярное ремесло и затем работал подмастерьем столяра. 1 декабря 1931 года вступил в НСДАП (билет № 517508), а осенью 1932 года был зачислен в ряды СС. В конце 1934 года (после тщетной попытки пойти по стопам отца) стал санитаром в лойбусской лечебнице. С 1938 года служил помощником вахмистра в каторжной тюрьме Волау.
В августе 1939 года был призван в войска СС и начал служить в охране концлагеря Бухенвальд. В 1940 году был переведен санитаром в концлагерь Дахау, где работал как в лазарете для заключенных, так и в санчасти СС. В октябре 1941 года был произведен в унтершарфюреры СС и откомандирован в концлагерь Освенцим, где стал старшим санитаром лазарета для заключенных.
Клер был печально известен среди заключенных как убийца путём инъекции фенола в сердечную мышцу.
Клер любил после того, как больных заключенных осмотрит лагерный врач и покинет лагерь, выискивать больных в многоместных палатах для умерщвления фенолом. Он шел по больничным блокам и произвольно отбирал еврейских заключенных [...] [он] имел пристрастие к четным числам. Он стремился округлять в большую сторону количество заключенных, отобранных лагерным врачом для умерщвления.
20 апреля 1943 года Клер был награждён Крестом военных заслуг 2-й степени с мечами. Летом он стал начальником дезинфекционного отдела и в этом качестве был непосредственным участником массовых убийств в газовых камерах. В ряде случаев после того, как в газовые камеры помещались еврейские заключенные, Клер запускал туда «Циклон Б».
С июля 1944 года возглавлял больницу в подсобном лагере Гляйвиц-I и был ответственным за санитарное обслуживание в подсобных лагерях Гляйвиц-I-IV. В ходе эвакуации Освенцима 17-23 января 1945 года Клер входил в конвой, сопровождавший заключенных в концлагерь Гросс-Розен. Там он был зачислен в часть СС и остаток войны служил в Чехословакии и Австрии.
В мае Клер попал в Австрии в американский плен. Он был помещен в лагерь для военнопленных в Бёблингене и за принадлежность к СС был приговорен лагерным судом к трем годам трудового лагеря.
В марте 1948 года был освобожден из трудового лагеря в Брауншвейге. После этого начал работать столяром, женился и имел в этом браке двоих детей.
В сентябре 1960 года Клер был арестован вновь и стал одним из обвиняемых на Первом Франкфуртском Освенцимском процессе, который начался 20 декабря 1963 года. 19-20 августа 1965 года был зачитан приговор. За убийство по меньшей мере 475 человек и за соучастие в убийстве более тысячи человек Клер был приговорен к пожизненному заключению (при этом 15 лет он должен был провести в каторжной тюрьме). Кроме того, он был пожизненно лишен гражданских прав.
В начале 1988 года Клер был условно-досрочно освобожден по состоянию здоровья и умер через семь месяцев.
В 1999 году вышел документальный фильм Эббо Деманта «Три немецких убийцы. Наброски о банальности зла» (Drei Deutsche Mörder. Aufzeichnungen über die Banalität des Bösen), в основу которого легли интервью с Клером и его сослуживцами по Освенциму Освальдом Кадуком и Йозефом Эрбером, взятые начиная с 1978 года.